# パドヴァ県

パドヴァ県
Provincia di Padova

パドヴァ県（パドヴァけん、Provincia di Padova）は、イタリア共和国ヴェネト州に属する県のひとつ。県都はパドヴァ。

## 地理

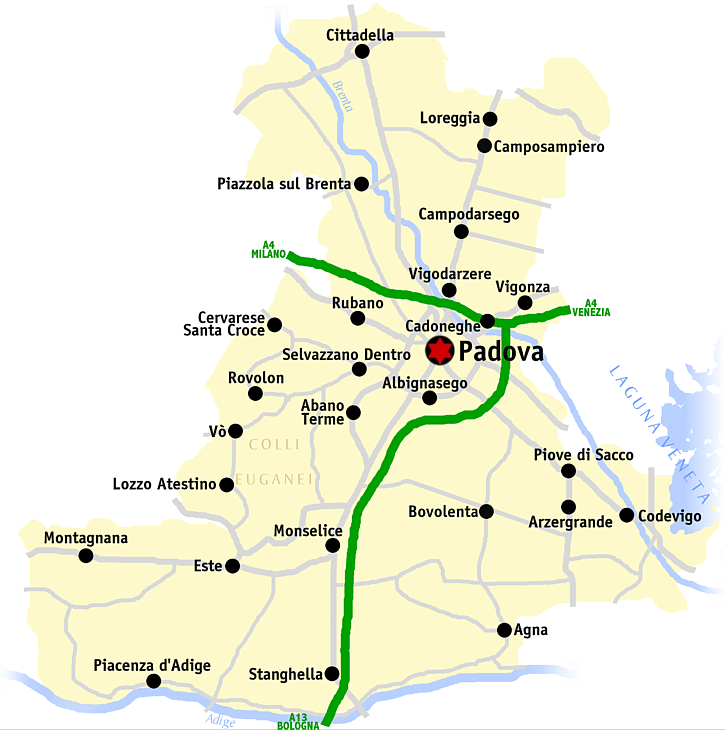
パドヴァ県概略図

### 位置・広がり・地勢
ヴェネト州の南部に位置する。県都パドヴァは、ヴィチェンツァから東南東へ31km、州都ヴェネツィアから西へ34km、ロヴィーゴから北へ38kmの距離、首都ローマから北へ393kmの距離にある。
ブレンタ川、アディジェ川の下流域にあたる。
| 隣接する県は以下の通り。 - トレヴィーゾ県 - 北 - ヴェネツィア県 - 東 - ロヴィーゴ県 - 南 - ヴェローナ県 - 西 - ヴィチェンツァ県 - 北西 |

### 県内の地域と主要な都市
2001年の国勢調査に基づく居住地区（Località abitata）別人口統計よれば、人口1万人以上の都市は以下の通り。（　）内は所属コムーネ（自治体）名を示すが、都市名と同一の場合は省いた。
- パドヴァ - 202,237人
- アーバノ・テルメ - 16,966人
- エステ - 14,606人
- チッタデッラ - 13,580人
- アルビニャーゼゴ - 12,325人
- セルヴァッツァーノ・デントロ - 12,224人
- ポンテ・サン・ニコロ - 10,917人
- モンセーリチェ - 10,904人
- ピオーヴェ・ディ・サッコ - 10,770人
- メヤニガ（カドーネゲ市） - 10,700人

## 行政区画
パドヴァ県には101のコムーネが属する。主要なコムーネ（人口上位15位）は下表の通り。左端の数字はISTATコードを示す。人口は2011年1月1日現在。
右の地図中の番号は、コムーネのISTATコード下3桁を示す。下表に掲げた主要なコムーネのうち、地図中に名称を記さなかったものについては、番号を太字で示した。
| コード | 自治体名                           | 人口    |
| ------ | ---------------------------------- | ------- |
| 028060 | パドヴァ                           | 214,198 |
| 028003 | アルビニャーゼゴ                   | 23,284  |
| 028086 | セルヴァッツァーノ・デントロ       | 22,305  |
| 028100 | ヴィゴンツァ                       | 22,075  |
| 028032 | チッタデッラ                       | 19,970  |
| 028001 | アーバノ・テルメ                   | 19,726  |
| 028065 | ピオーヴェ・ディ・サッコ           | 19,413  |
| 028055 | モンセーリチェ                     | 17,616  |
| 028037 | エステ                             | 16,806  |
| 028016 | カドーネゲ                         | 16,131  |
| 028072 | ルバーノ                           | 15,606  |
| 028017 | カンポダルセゴ                     | 14,041  |
| 028069 | ポンテ・サン・ニコロ               | 13,325  |
| 028077 | サン・マルティーノ・ディ・ルーパリ | 13,233  |
| 028099 | ヴィゴダルツェレ                   | 12,873  |

## 交通
トレニタリア（旧国鉄）の路線が、ヴェネツィアからパドヴァを経由してフィレンツェを結ぶほか、各コムーネでバスが運行される。

## 文化
県都パドヴァには、イタリア有数の名門大学、パドヴァ大学がある。また、パドヴァには劇場なども置かれ、この地方の文化の中心地である。

## 観光
イタリア・ルネサンスの中心地のひとつであり、県内の代表的な都市はみな観光地としても著名である。